# Michał Traczyk
 (décembre 2019).
Michał Traczyk, né le 26 avril 1977, est un chercheur polonais spécialisé en bande dessinée, docteur en sciences humaines, co-créateur et administrateur de la Fondation « Institut de la culture populaire ».

## Biographie
Depuis 2010, il est rédacteur en chef adjoint des Zeszyty Komiksowe (Cahiers polonais de la bande dessinée); de 2015 rédacteur en chef de la revue académique Studiów z Kultury Popularnej (Études de la culture populaire). Il est coordinateur du projet éducatif « À la recherche des super-héros polonais » - la bande dessinée polonaise au service de l'éducation culturelle ; un des organisateurs de l'académie de discussion de la BD de Poznań (mise en œuvre par la Fondation de l'Institut de la culture populaire en collaboration avec la bibliothèque universitaire de Poznań).

## Œuvres

### Livres
- Poezja w piosence. Od Tuwima do Świetlickiego (La Poésie dans la chanson. De Tuwim à Świetlicki), Poznań, Wydawnictwo Poznańskie, 2009  (ISBN 978-83-7177-699-1)
- Komiks na świecie i w Polsce (La Bande dessinée en Pologne et dans le monde), Bielsko-Biała, Wydawnictwo Dragon, 2016  (ISBN 978-83-7887-067-8)

### Publications universitaires

#### Direction d'œuvres collectives
1. Piotr Derlatka, Anna Lambryczak, Michał Traczyk (éd. ), Agnieszka Osiecka o kobietach, mężczyznach i świecie (Agnieszka Osiecka sur les femmes, les hommes et le monde), direction scientifique I. Kiec, Poznań 2003.
2. « Trubadur Polski » 22-24 novembre 2004, numéro spécial, paru à l'occasion de la conférence scientifique La chanson au théâtre (membre de la rédaction).
3. Izolda Kiec, Michał Traczyk (éd.), W teatrze piosenki (La chanson au théâtre), Poznań 2005.
4. Krzysztof Gajda, Michał Traczyk (éd.), Zostały jeszcze pieśni… Jacek Kaczmarski wobec tradycji (Il y avait encore des chansons... Jacek Kaczmarski face à la tradition), Varsovie 2010.
5. Zeszyty Komiksowe (Les Cahiers polonais de la BD) 2010- (rédacteur en chef adjoint).
6. Izolda Kiec, Michał Traczyk (éd. ), Komiks i jego konteksty (La Bande dessinée en contexte), Poznań 2014.

#### Articles
1. Wada serca, dans le recueil Agnieszka Osiecka o kobietach, mężczyznach i świecie, sous la direction de Piotr Derlatka, Anna Lambryczak, Michał Traczyk et Izolda Kiec, Poznań 2003.
2. Naukowcy o rocku, « Trubadur Polski » 22-24 novembre 2004, numéro spécial, paru à l'occasion de la conférence scientifique La chanson au théâtre W teatrze piosenki.
3. W teatrze piosenek. O „Zanim będziesz u brzegu” Jerzego Satanowskiego, dans le recueil W teatrze piosenki, sous la direction de Izolda Kiec, Michał Traczyk, Poznań 2005.
4. Dwudziestowieczna kultura popularna wobec kultury wysokiej na przykładzie poezji w piosence, dans : Sytuacja sztuki. Spojrzenie na przełomie XX i XXI wieku, sous la direction de Roman Bobryk, Siedlce 2007.
5. (Compte rendu) Jacek Gutorow, Niepodległość głosu. Szkice o poezji polskiej po 1968 roku, Cracovie 2003, „Pamiętnik Literacki” 2007, n° 1.
6. puk.puk – Kto tam? – Nosowska, dans le recueil : Nosowska. Piosenka musi posiadać tekst. Wokół twórczości Katarzyny Nosowskiej, sous la direction de Józef Kurpisz, Krystyna Ziętek et Izolda Kiec, Varsovie 2008.
7. Jak brzmi kolor żółty?, „Zeszyty Komiksowe” 2010, n° 10.
8. Poeta czy tekściarz – i kto o tym decyduje?, dans le recueil.: Zostały jeszcze pieśni… Jacek Kaczmarski wobec tradycji, sous la direction de Krzysztof Gajda et Michał Traczyk, Warszawa 2010.
9. Komiksowy soundtrack, czyli co muzyka ma wspólnego z komiksem, dans le recueil: Kontekstowy MIKS. Przez opowieści graficzne do analiz kultury współczesnej, sous la direction de Grażyna Gajewska et Rafał Wójcik, Poznań 2011.
10. Komiks historyczny, czyli co? Rozważania wstępne, „Zeszyty Komiksowe” 2011, n° 12.
11. Polski komiks dokumentalnie, dans le recueil Dokument w sztuce współczesnej, sous la direction de Izolda Kiec, Poznań 2012.
12. Chopingate. Genzeza, zasadność, konsekwencje, w zb.: Tabu – Trend – Transgresja, t. 2, Skandal w tekstach kultury, sous la direction de Marian Ursel, Magdalena Dąbrowska, Joanna Nadolna et Malgorzata Skibińska, Varsovie 2013.
13. O Szalonej lokomotywie (według Witkacego) Grechuty i spółki, dans le recueil Musical. Poszerzanie pola gatunku, sous la direction de Joanna Roszak, Joanna Maleszyńska et Rafał Koschany, Poznań 2013.
14. Komiks i piosenka – losy osobne, losy bliźniacze? Rozpoznanie, dans le recueil Komiks i jego konteksty, sous la direction de Izoda Kiec et Michał Traczyk, Poznań 2014.
15. Komiks nie jest dla dzieci, „Zeszyty Komiksowe” 2014, n° 18.
16. Kapitan Tytus Żbik de Klos, dans Fantastyczność i cudowność. „Homo mythicus” – mityczne wzorce tożsamości, sous la direction de Halina Kubicka, Grzegorz Trębicki et Bogdan Trocha, Zielona Góra 2014.
17. Historia przerysowana – historia nieprawdziwa?, dans Historia w wersji popularnej, sous la direction de Izolda Kiec et Izabela Kowalczyk, Gdańsk 2015.
18. Jerzy Satanowski’s Theatre of Songs and 20th-Century Crisis of Dramatic Art, „Studia z Kultury Popularnej” 2015, n° 1: Prolegomena do dziejów kultury popularnej w Poznaniu.
19. [avec Izolda Kiec] Popularne formy kultury w badaniach poznańskiej szkoły teoretycznej, „Studia z Kultury Popularnej” 2015, n° 1: Prolegomena do dziejów kultury popularnej w Poznaniu.
20. Das Comicbild Polens. Ein Spaziergang durch die Möglichkeiten der Darstellung, dans Comic in Polen – Polen im Comic, sous la direction de Kalina Kupczyńska et Renata Makarska, Berlin 2016.
21. Malarz rysuje komiksy. O Sasnalu, dans: Komiks. Wokół warstwy wizualnej, sous la direction de Justyna Czaja et Michał Traczyk, Poznań 2016.
22. Komiksowa re-/de-konstrukcja piosenki, dans: Nowe słowa w piosence. Źródła. Rozlewiska, sous la direction de Magdalena Budzyńska-Łazarewicz et Krzysztof Gajda, Poznań 2017.
23. Dopełnianie rynny. Na marginesie tekstu Jakuba Jankowskiego o polskim tłumaczeniu „Zrozumieć komiks” Scotta McClouda, „Zeszyty Komiksowe” 2017, n° 23. .